# Jean du Barry

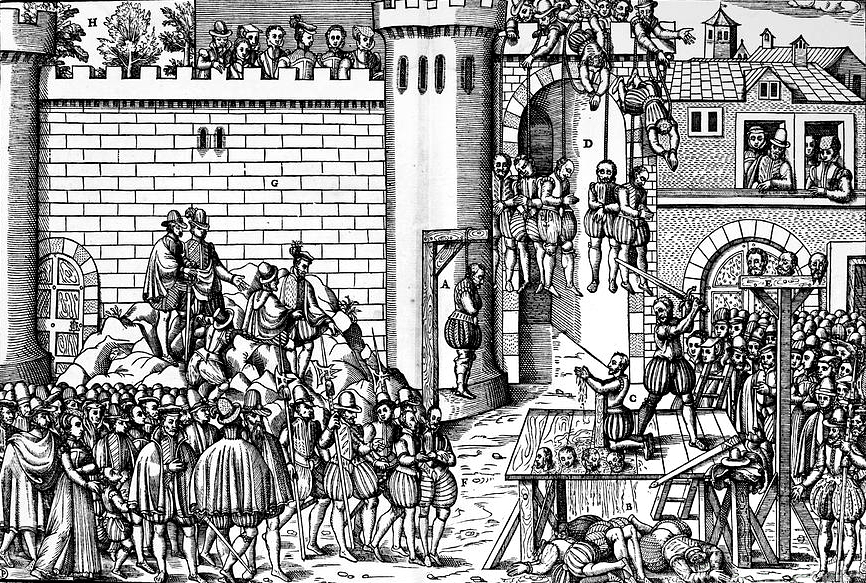
L'exécution des conjurés d'Amboise.
Gravure de Tortorel et Perrissin, série des Quarante Tableaux, vers 1570.

Jean du Barry, seigneur de la Renaudie était un gentilhomme protestant qui s'illustra comme chef de la conjuration d'Amboise, prélude en mars 1560 des guerres de Religion.

## Biographie
La Renaudie est un gentilhomme du Périgord. À la suite d'un procès contre le juriste Jean du Tillet, il est condamné pour usage de faux en 1546 par le parlement de Dijon. Exilé temporairement en Suisse, il se convertit au calvinisme. Il est le beau-frère de Gaspard de Heu qui fut exécuté sommairement en 1558.
À l'avènement du roi François II, il devient l'instigateur principal de la conjuration d'Amboise. Le nouveau gouvernement avait été confié par le jeune roi aux Guise (François de Guise et le cardinal Charles de Lorraine) et suscitait par la répression des protestants qu'il menait, un profond mécontentent dans le royaume. Devant l'inaction des princes du sang, espoir de l'opposition, La Renaudie espérait fédérer les mécontents pour renverser le gouvernement honni.
La Renaudie avait lui-même des différends avec les Guise. Le conflit judiciaire qui oppose sa famille à celle de Jean Du Tillet, greffier du Parlement de Paris et fidèle des Guise, se soldant ultimement par une défaite humiliante pour la famille du Barry est une des principales raisons du ressentiment de La Renaudie envers les Guise. Le greffier, même après avoir remporté le procès, ne lâchait cependant pas l'affaire et continua jusqu'en 1555 à essayer d'accaparer les biens des Du Barry. Il était également devenu un proche serviteur des Guise ce qui, selon Hugues Daussy, aurait pu mener La Renaudie à "associer dans un même ressentiment le fossoyeur de sa fortune et les persécuteurs de ses coreligionnaires". De plus, le beau-frère de La Renaudie, Gaspard de Heu, est arrêté puis exécuté sur ordre du cardinal Charles de Lorraine. Ainsi, La Renaudie avait, en plus de ses convictions religieuses, des raisons personnelles de vouloir l'anéantissement des Guise.
Il tenta d'abord de chercher des appuis à Genève auprès des autorités religieuses calvinistes comme Jean Calvin, mais celui-ci devait ressentir une vive répulsion à son égard. La Renaudie était pour lui un « homme plein de vanité et d'outrecuidance, famélique, cherchant partout une proie, menteur impudent, en quête d'argent à extorquer et d'amitiés à exploiter ». Calvin devait vivement condamner ses entreprises.

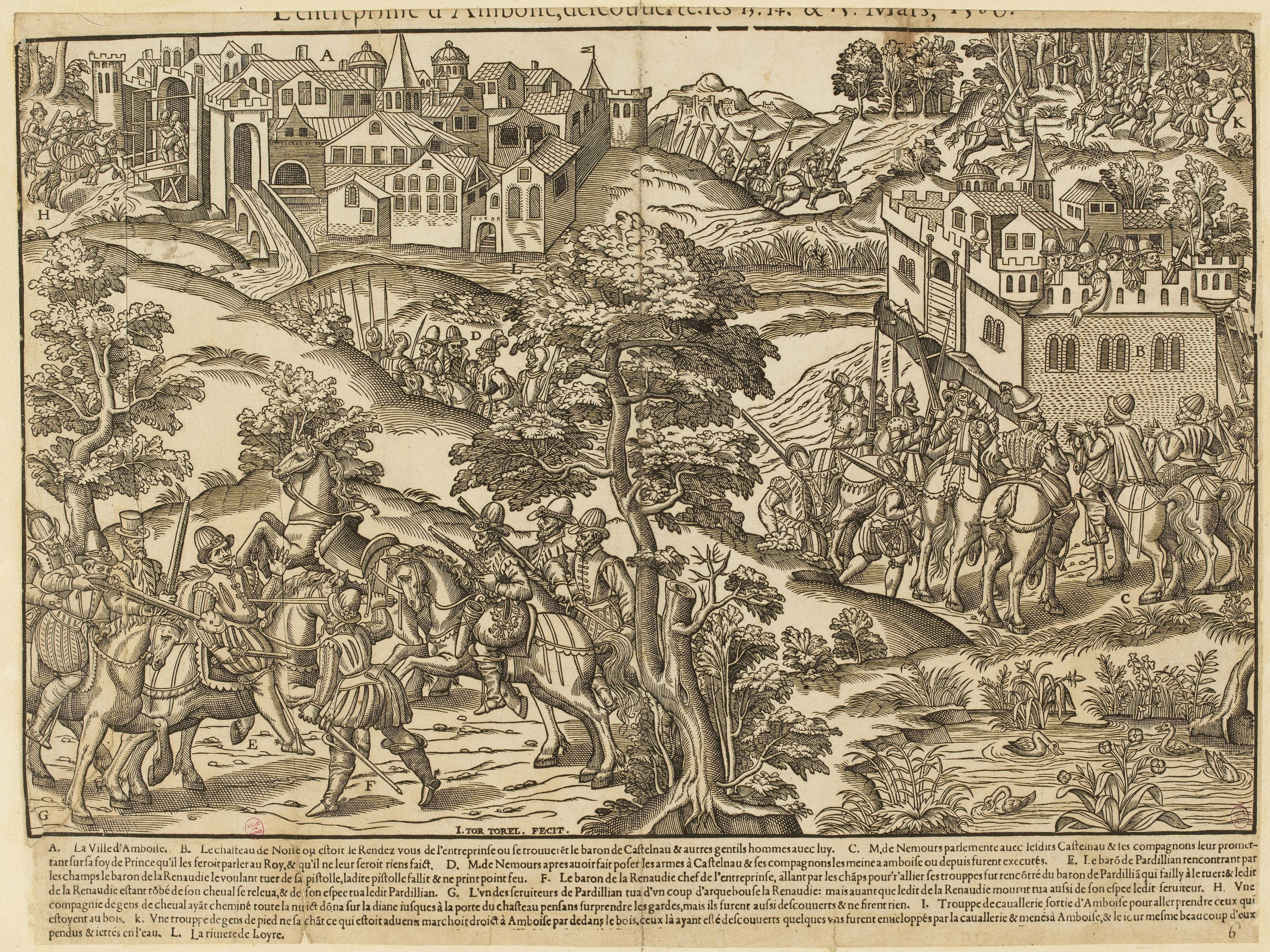
F (premier plan à gauche) la Renaudie est tué d'un coup de feu et perce de son épée le baron de Pardillan.

La Renaudie chercha alors des appuis politiques comme celui du prince de Condé et passa plusieurs mois à recruter des hommes et à trouver des fonds. Après être passé par Lyon et en Périgord, il réunit les principaux conjurés composés de nobles et de roturiers protestants à Nantes le 1er février 1560. Il passe ensuite à Paris, où il réunit les conjurés chez un avocat appelé Pierre des Avenelles et qui devait par la suite le trahir.
La Renaudie a pris la direction opérationnelle de la conjuration. Le coup de main sur les Guise doit se dérouler à Amboise où la cour est installée depuis le 22 février. L'affaire est fixée au 6, puis, est reportée au 16 mars. De sérieux manques de coordination devaient faire échouer l'entreprise. Chaque jour des groupes d'hommes venus de toutes les provinces arrivaient perdus en désordre aux abords du château.
Le 10 mars, les Guise procèdent, dans les forêts entourant Amboise, aux premières arrestations des conjurés. Le roi se montre d'abord clément en les libérant, mais l'attaque du 17 mars sur la porte des Bons-Hommes à Amboise le pousse à les réprimer sévèrement.

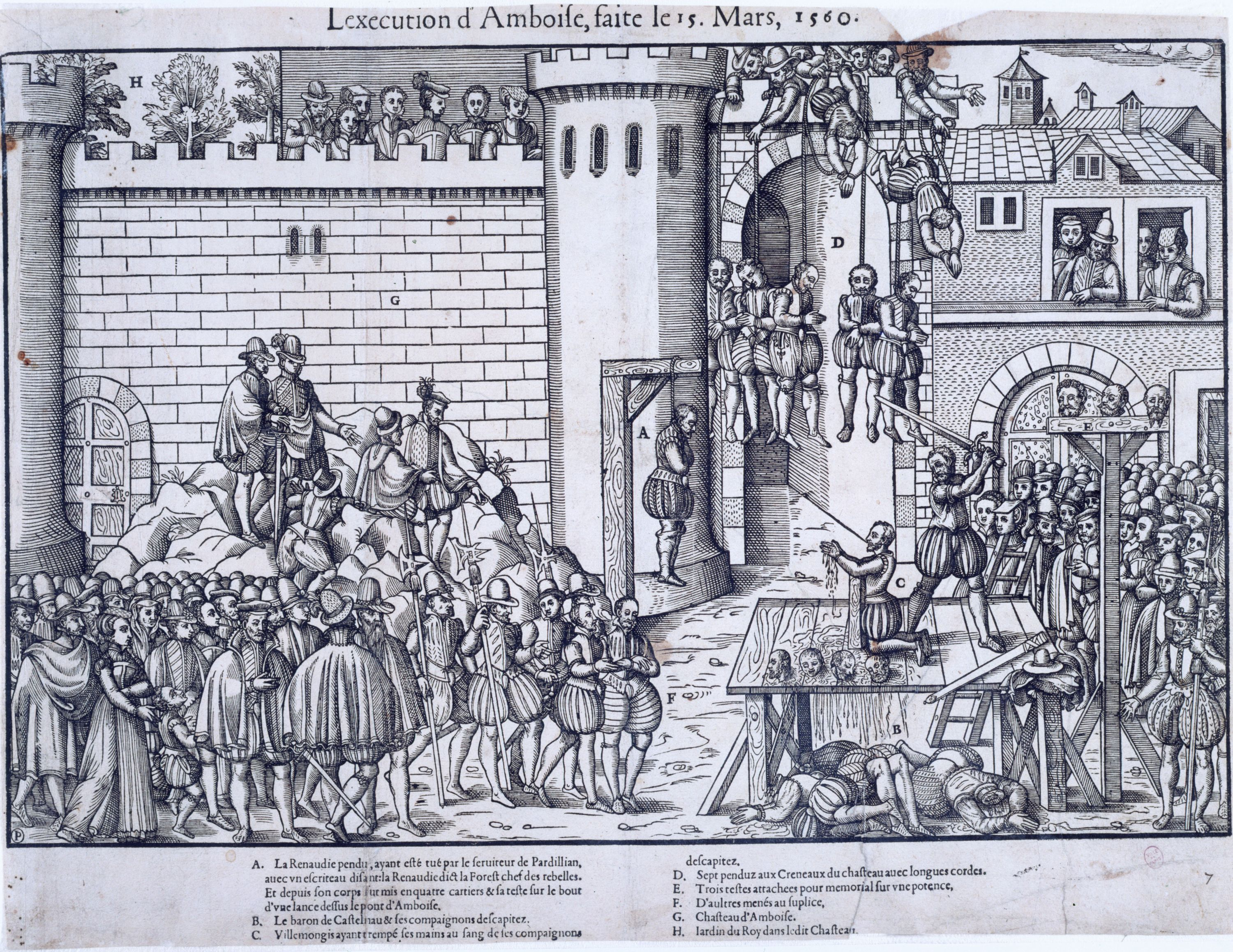
Le corps de la Renaudie est exposé pendu devant la porte de la ville.

La Renaudie est tué le 18 mars dans une escarmouche dans la forêt de Château-Renault (situé sur la rive droite de la Loire), après avoir tué son cousin d'une estoc, il est tué par une décharge d'arquebuse tirée par un serviteur du chevalier de Pardaillan, le sieur de Pardaillan membre de la patrouille lancée par les Guise à la poursuite des conjurés. Son corps est coupé en cinq morceaux et exposé aux portes d'Amboise.

## Prénom
Dans plusieurs récits du XVIe siècle, La Renaudie est appelé Godefroy de Barry, mais sur les actes officiels, c'est bien le prénom Jean qui est transcrit. Godefroy de Barry résulte probablement d'une erreur recopiée de main en main par les historiens.